# ユニバーサル・スタジオ・ドバイランド
ユニバーサル・スタジオ・ドバイランド (Universal Studios Dubailand) はユニバーサル・スタジオ・レクリエーション・グループが設計し、ドバイランド内に建設していたが、2016年パークの計画が正式に廃止されたテーマパークである。

## 概要
ユニバーサル・スタジオ・ドバイランドはユニバーサル・スタジオ・レクリエーション・グループが設計し、ドバイランド内に建設中のテーマパーク。
2007年4月30日、ユニバーサル・スタジオは、「ユニバーサル・スタジオ・ドバイランド」を建設することを発表した。2008年7月27日に建設を開始した。敷地は60万3900平方メートル）で世界最大クラスの規模となる予定。2012年の完成を目指していたが、2016年パークの計画が正式に廃止された。

## テーマエリア

### ハリウッド・エリア
フロリダやシンガポールのハリウッドエリアと同じようなエリアになる予定。チェーンレストランのプラネット・ハリウッドの店舗もオープン予定だった。

### ニューヨーク・エリア
ブロードウェイ・ローズ・シアターやブルース・ブラザーズ・ショーが出来る予定だった。

### サーフシティ・ボードウォーク
ウッディー・ウッドペッカーズ・ナッツハウス・コースターやセサミストリート 4-D ムービーマジックなどができる予定だった。

### エピック・アドベンチャー
ジュラシック・パーク・ラピッド・アドベンチャーやウォーターワールド、キングコング・デュアリング・ローラーコースターなどができる予定だった。

### ザ・ランド・オブ・レジェンダリー・ヒーローズ
リベンジ・オブ・ザ・マミーやザ・エイス・ボイッジ・オブ・シンドバッドなどができる予定だった。